# Coupe de la Ligue d'Irlande du Nord de football 2021-2022
Navigation
Édition précédente Édition suivante
La 35e coupe de la Ligue d'Irlande du Nord de football, connue aussi de par son contrat de sponsoring sous le nom de BetMcLean League Cup se dispute entre le 31 juillet 2021 et le 13 mars 2022. Le Coleraine Football Club remet en jeu son titre acquis en 2020. 
La compétition oppose les 35 clubs qui disputent les trois premiers niveaux du championnat d'Irlande du Nord de football : NIFL Premiership, NIFL Championship 1 et NIFL Premier Intermediate League.

## Organisation
La compétition se dispute sur le principe de l'élimination directe jusqu'à la finale. Elle oppose les trente cinq clubs disputant les trois niveaux les plus élevés du championnat d'Irlande du Nord de football, Premiership, Championship 1 et Premier Intermediate League. Les seize clubs les mieux classés au terme de la saison 2019-2020 sont qualifiés directement pour le deuxième tour et y sont tête de série. Ces seize clubs sont les douze participants au Premiership et les clubs ayant terminé dans les quatre premiers du Championship 1. Un tirage au sort est effectué parmi les vingt autres clubs pour déterminer les participants au premier tour.
| Tour             | Matchs            | Clubs   |
| ---------------- | ----------------- | ------- |
| Premier tour     | 31 juillet 2021   | 35 → 32 |
| Deuxième tour    | 14 septembre 2021 | 32 → 16 |
| Troisième tour   | 13 octobre 2021   | 16 → 8  |
| Quarts de finale | 9 novembre 2021   | 8 → 4   |
| Demi-Finales     | 14 décembre 2021  | 4 → 2   |
| Finale           | 13 mars 2022      | 2 → 1   |

## Premier tour
Le tirage au sort désigne les équipes qui disputent ce premier tour. Les matchs se déroulent le samedi 31 juillet 2021 sur le terrain du premier nommé.
| Club recevant       | Score | Club visiteur     | Lieu de la rencontre | Date       |
| ------------------- | ----- | ----------------- | -------------------- | ---------- |
| Ballyclare Comrades | 2-1   | Queens University | Dixon Park           | 31 juillet |
| Newry City          | 2-1   | Tobermore United  | Showgrounds          | 31 juillet |
| Annagh United       | 4-1   | Knockbreda FC     | BMG Arena            | 3 août     |

## Deuxième tour
Les seize meilleures équipes sont têtes de série. Ces seize équipes ne peuvent se rencontrer lors de ce tour. Ce sont les douze équipes disputant la première division et les quatre meilleures de deuxième division en vertu du classement de la saison 2019-2020 puisque la saison 2020-2021 n'a pas été disputée en raison de la pandémie de covid-19. Les matchs se déroulent les mardi et mercredi 14 et 15 septembre 2021 sur le terrain du premier nommé.
| Club recevant       | Score     | Club visiteur              | Lieu de la rencontre | Date         |
| ------------------- | --------- | -------------------------- | -------------------- | ------------ |
| Annagh United       | 2-4       | Ballymena United           |                      | 14 septembre |
| Ballyclare Comrades | 0-4       | Linfield FC                |                      | 14 septembre |
| Bangor FC           | 0-5       | Coleraine FC               |                      | 14 septembre |
| Carrick Rangers     | 2-1 a. p. | Dergview FC                |                      | 14 septembre |
| Cliftonville FC     | 2-0       | Harland & Wolff Welders FC |                      | 14 septembre |
| Crusaders FC        | 5-0       | Moyola Park FC             |                      | 14 septembre |
| Dundela FC          | 0-4 a. p. | Ballinamallard United      |                      | 14 septembre |
| Dungannon Swifts    | 3-0       | Armagh City                |                      | 14 septembre |
| Glenavon FC         | 5-1       | Portstewart FC             |                      | 14 septembre |
| Glentoran FC        | 5-0       | Banbridge Town             |                      | 14 septembre |
| Institute FC        | 4-3       | PSNI                       |                      | 14 septembre |
| Larne FC            | 4-0       | Limavady United            |                      | 14 septembre |
| Loughgall FC        | 6-2       | Lisburn Distillery         |                      | 14 septembre |
| Newry City          | 1-2       | Warrenpoint Town           |                      | 14 septembre |
| Portadown FC        | 2-0       | Newington                  |                      | 14 septembre |
| Ards FC             | 4-0       | Dollingstown FC            |                      | 15 septembre |

## Troisième tour
| Club recevant    | Score           | Club visiteur         | Lieu de la rencontre | Date       |
| ---------------- | --------------- | --------------------- | -------------------- | ---------- |
| Carrick Rangers  | 0-2             | Coleraine FC          |                      | 13 octobre |
| Crusaders FC     | 0-4             | Ballymena United      |                      | 13 octobre |
| Glenavon FC      | 2-2 t. a. b.4-5 | Glentoran FC          |                      | 13 octobre |
| Warrenpoint Town | 1-0             | Loughgall FC          |                      | 13 octobre |
| Ards FC          | 1-4             | Cliftonville FC       |                      | 26 octobre |
| Portadown FC     | 1-0             | Ballinamallard United |                      | 26 octobre |
| Linfield FC      | 11-0            | PSNI                  |                      | 2 novembre |

## Quarts de finale
| Quarts de finale 1 | Ballymena United | 3-1 | Linfield FC |  |  |
| 9 novembre 2021    |                  | (–) |             |  |  |

| Quarts de finale 2 | Coleraine FC | 2-0 | Glentoran FC |  |  |
| 9 novembre 2021    |              | (–) |              |  |  |

| Quarts de finale 3 | Portadown FC | 1-2 | Cliftonville FC |  |  |
| 9 novembre 2021    |              | (–) |                 |  |  |

| Quarts de finale 4 | Warrenpoint Town | 6-1 | Limavady United |  |  |
| 9 novembre 2021    |                  | (–) |                 |  |  |

## Demi-finales
| Demi-finale 1          | Coleraine FC                                                                      | 6-1   | Warrenpoint Town  | Coleraine Showgrounds    |                          |
| 14 décembre 2021 20:00 | Matthew Shevlin 5 · Conor McKendry 45e · James McLaughlin 79e · Jamie Glackin 86e | (2-0) | Kealan Dillon 59e | Arbitrage : Lee Tavinder | Arbitrage : Lee Tavinder |

| Demi-finale 2          | Cliftonville FC                  | 3-0   | Ballymena United | Stade de Solitude        |                          |
| 14 décembre 2021 19:45 | Ryan Curran 27 · Joe Gormley 51e | (2-0) |                  | Arbitrage : Andrew Davey | Arbitrage : Andrew Davey |

## Finale
| Finale             | Cliftonville FC                         | 4-3             | Coleraine FC                         | Windsor Park, Belfast                         |                                               |
| 13 mars 2022 15:00 | Joe Gormley 74e 107e · O'Neill 90e 104e | (0-0, 2-2, 3-2) | Shevlin 58e · Lowry 63e · Allen 120e | Spectateurs : 11 103 Arbitrage : Andrew Davey | Spectateurs : 11 103 Arbitrage : Andrew Davey |

## Source
- Site officiel de la compétition sur le site de la Ligue nord-irlandaise